# Marianna Gubová
Marianna Gubová (* 18. Oktober 1971 in Myjava) ist eine slowakische Handballspielerin.
Sie begann 1982 als elfjährige mit dem Handballspielen bei ŠVS Bradlan Brezová pod Bradlom und wechselte 1988 für zwei Jahre zu MDŽ Bratislava. Anschließend stand sie fünf Jahre bei HK Slávia Partizánske unter Vertrag. 1995 wechselte Gubová nach Ungarn zu Dunaferr SE, mit dem sie 1998 den EHF-Pokal und 1999 die EHF Champions League gewann. 2001 schloss sie sich Hypo Niederösterreich an. Ab 2004 spielte die 1,75 m große Torfrau beim deutschen Bundesligisten 1. FC Nürnberg. Nach der Insolvenz des Vereins 2009 übernahm Gubová dort das Co- und Torwarttrainer-Amt.
Marianna Gubová absolvierte 105 Länderspiele für die Slowakei.

## Erfolge
- Slowakische Meisterin 1994
- Slowakische Pokalsiegerin 1995
- Ungarische Meisterin 1998, 1999, 2001
- Ungarische Pokalsiegerin 1998, 1999, 2000
- EHF-Pokal 1998
- EHF Champions League 1999
- Österreichische Meisterin 2002, 2003, 2004
- Österreichische Pokalsiegerin 2002, 2003, 2004
- Deutsche Meisterin 2005, 2007, 2008
- Deutsche Pokalsiegerin 2005